# رودريغو بريتو
رودريغو بريتو (بالإسبانية: Rodrigo Brito)‏ (23 فبراير 1983 بسانتياغو في تشيلي - ) هو مدرب كرة قدم ولاعب كرة قدم تشيلي في مركز الدفاع. لعب مع كوريكو يونيدو ولاسيرينا وديبورتيس إيكيكي.

## وصلات خارجية
- رودريغو بريتو على موقع قاعدة بيانات كرة القدم.إي يو (الإنجليزية)
- رودريغو بريتو على موقع Soccerway.com (الإنجليزية)